# Elecciones provinciales del Chaco de 2007
Las elecciones generales de la provincia del Chaco de 2007 tuvieron lugar el domingo 16 de septiembre de 2007 se realizaron elecciones para elegir los cargos de Gobernador, vicegobernador y 16 diputados provinciales, de la Provincia del Chaco.
El escrutinio provisorio estableció que el contador público nacional Jorge Capitanich (político peronista kirchnerista) venció al candidato oficialista y exgobernador de la provincia, Ángel Rozas (radical) por una diferencia apenas 0,39%, resultado que este último se negó a reconocer en un primer momento. Finalmente, el 1 de octubre por la noche, el oficialismo reconoció la derrota, cuando el escrutinio definitivo había superado el 90%.
El 2 de octubre finalizó el escrutinio definitivo que confirmó el triunfo de la fórmula justicialista Jorge Capitanich- Juan Carlos Bacileff Ivanoff quién obtuvo 241.425 votos (46,84%) mientras que la fórmula radical (Ángel Rozas - Carim Peche) obtuvo 240.249 votos (46,61%). La diferencia final entre ambos fue del 0,23%. Jorge Capitanich resultó así elegido gobernador.
Ésta elección marcó el inicio de los gobiernos de Capitanich, que gobernó en 3 ocasiones, siendo reelegido en 2011, terminando su segundo mandato en 2015, reelecto nuevamente en 2019, hasta que en 2023 perdió la elección en manos del Diputado radical Leandro Zdero.

## Resultados

### Gobernador y vicegobernador
| Fórmula                             | Fórmula                      | Partido/Alianza                     | Partido/Alianza                                     | Partido/Alianza                                     | Votos   | %     |
| Gobernador                          | Vicegobernador               | Partido/Alianza                     | Partido/Alianza                                     | Partido/Alianza                                     | Votos   | %     |
| ----------------------------------- | ---------------------------- | ----------------------------------- | --------------------------------------------------- | --------------------------------------------------- | ------- | ----- |
| Jorge Capitanich                    | Juan Carlos Bacileff Ivanoff |                                     |                                                     | Partido Justicialista                               | 174.225 | 33,80 |
| Jorge Capitanich                    | Juan Carlos Bacileff Ivanoff |                                     | Partido Nacionalista Constitucional                 | 15.259                                              | 2,96    |       |
| Jorge Capitanich                    | Juan Carlos Bacileff Ivanoff |                                     | Chaco de Pie                                        | 14.185                                              | 2,75    |       |
| Jorge Capitanich                    | Juan Carlos Bacileff Ivanoff |                                     | Frente Grande                                       | 13.133                                              | 2,55    |       |
| Jorge Capitanich                    | Juan Carlos Bacileff Ivanoff |                                     | Partido Popular de la Reconstrucción                | 12.355                                              | 2,40    |       |
| Jorge Capitanich                    | Juan Carlos Bacileff Ivanoff |                                     | Recrear para el Crecimiento                         | 8.298                                               | 1,61    |       |
| Jorge Capitanich                    | Juan Carlos Bacileff Ivanoff |                                     | Movimientos de Bases                                | 3.970                                               | 0,77    |       |
| Jorge Capitanich                    | Juan Carlos Bacileff Ivanoff | Total Capitanich - Bacileff Ivanoff | Total Capitanich - Bacileff Ivanoff                 | Total Capitanich - Bacileff Ivanoff                 | 241.425 | 46,84 |
| Ángel Rozas                         | Carim Antonio Peche          |                                     |                                                     | Frente de Todos                                     | 234.851 | 45,56 |
| Ángel Rozas                         | Carim Antonio Peche          |                                     | Partido Bases y Principios                          | 1.734                                               | 0,34    |       |
| Ángel Rozas                         | Carim Antonio Peche          |                                     | Acción Chaqueña                                     | 1.702                                               | 0,33    |       |
| Ángel Rozas                         | Carim Antonio Peche          |                                     | Partido Intransigente                               | 1.534                                               | 0,30    |       |
| Ángel Rozas                         | Carim Antonio Peche          |                                     | Partido Socialista                                  | 229                                                 | 0,04    |       |
| Ángel Rozas                         | Carim Antonio Peche          |                                     | Unión Cívica Radical                                | 199                                                 | 0,04    |       |
| Ángel Rozas                         | Carim Antonio Peche          | Total Rozas - Peche                 | Total Rozas - Peche                                 | Total Rozas - Peche                                 | 240.249 | 46,61 |
| Alicia Terada                       | Bernardino Cenzano           |                                     | Afirmación para una República Igualitaria           | Afirmación para una República Igualitaria           | 19.541  | 3,79  |
| Adolfo Héctor Rubén Pérez           | Timoteo Chico                |                                     | Frente de la Esperanza                              | Frente de la Esperanza                              | 7.264   | 1,41  |
| Atilio Omar Velázquez               | Alberto Oscar Prudente       |                                     | Lealtad Popular                                     | Lealtad Popular                                     | 2.454   | 0,48  |
| Humberto Evaristo José Ramírez Arbo | Danilo Ismael "Polo" Legal   |                                     | Frente Soberanía Popular (PCA - PDC)                | Frente Soberanía Popular (PCA - PDC)                | 1.923   | 0,37  |
| Eloy Pereyra                        | Graciela Ríos                |                                     | Partido Obrero                                      | Partido Obrero                                      | 1.822   | 0,35  |
| Mercedes Gladys Sánchez             | Roberto Celestino Ávila      |                                     | Movimiento Independiente de Jubilados y Desocupados | Movimiento Independiente de Jubilados y Desocupados | 771     | 0,15  |
| Votos positivos                     | Votos positivos              | Votos positivos                     | Votos positivos                                     | Votos positivos                                     | 515.449 | 97,74 |
| Votos en blanco                     | Votos en blanco              | Votos en blanco                     | Votos en blanco                                     | Votos en blanco                                     | 8.224   | 1,56  |
| Votos nulos                         | Votos nulos                  | Votos nulos                         | Votos nulos                                         | Votos nulos                                         | 3.700   | 0,70  |
| Participación                       | Participación                | Participación                       | Participación                                       | Participación                                       | 527.373 | 74,93 |
| Electores registrados               | Electores registrados        | Electores registrados               | Electores registrados                               | Electores registrados                               | 703.789 | 100   |
| Fuentes:                            |                              |                                     |                                                     |                                                     |         |       |

### Cámara de Diputados
| ← 2005 · Cámara de Diputados · 2009 → | ← 2005 · Cámara de Diputados · 2009 →               | ← 2005 · Cámara de Diputados · 2009 →               | ← 2005 · Cámara de Diputados · 2009 → | ← 2005 · Cámara de Diputados · 2009 → | ← 2005 · Cámara de Diputados · 2009 → | ← 2005 · Cámara de Diputados · 2009 → |
| Partido/Alianza                       | Partido/Alianza                                     | Partido/Alianza                                     | Votos                                 | %                                     | Bancas                                | Candidatos |
| ------------------------------------- | --------------------------------------------------- | --------------------------------------------------- | ------------------------------------- | ------------------------------------- | ------------------------------------- | --- |
|                                       |                                                     | Frente de Todos                                     | 232.396                               | 46,10                                 |                                       | |
|                                       | Partido Bases y Principios                          | 1.727                                               | 0,34                                  |                                       |                                       | |
|                                       | Acción Chaqueña                                     | 1.635                                               | 0,32                                  |                                       |                                       | |
|                                       | Partido Intransigente                               | 1.544                                               | 0,31                                  |                                       |                                       | |
|                                       | Partido Socialista                                  | 231                                                 | 0,05                                  |                                       |                                       | |
|                                       | Unión Cívica Radical                                | 199                                                 | 0,04                                  |                                       |                                       | |
| Total Frente de Todos                 | Total Frente de Todos                               | Total Frente de Todos                               | 237.732                               | 47,16                                 | 9/16                                  | Ver candidatos: 1. Alicia Esther Mastandrea 2. Hugo Daniel Matkovich 3. María Dolores Cristofani 4. Víctor Hugo Maldonado 5. Juan José Bergia 6. Elba Gladys Altamiranda 7. Eduardo Aníbal Siri 8. Miguel Ángel Eduardo Melar 9. Clelia Mirtha Ávila 10. Naredo Luis Aguirre Piela 11. Mario Rodolfo Díaz 12. Lilian Elizabeth Cortes 13. Hugo Dardo Domínguez 14. Stella Maris Aguirre 15. Mirta Inés Ibrahin 16. Luis Francisc Liva              |
|                                       | Partido Justicialista                               | Partido Justicialista                               | 170.227                               | 33,77                                 | 7/16                                  | Ver candidatos: 1. Basilio Gregorio Kuzmak 2. María Lidia Sánchez 3. Luis Ricardo Sánchez 4. Oscar Mateo Raffin 5. Inocencia Charole 6. Elda Insaurralde 7. Julio César Lorenzo 8. Wilma Edith Molina 9. Roberto Pruncini 10. Ángel Oscar Ayala 11. Elsa Amelia Codutti 12. María Luisa Chomiak 13. Gisela Cecilia Alvaredo 14. Griselda Angelina Brandán 15. Alberto Carlos María 16. Carlos Alfredo Torres                                       |
|                                       | Afirmación para una República Igualitaria           | Afirmación para una República Igualitaria           | 19.539                                | 3,88                                  | 0/16                                  | Ver candidatos: 1. Azucena Edit Escobar 2. José Martín Sánchez Dansey 3. Martha Francisca Teresa Álvarez 4. Alfredo Esteban Jara 5. Sandra Norma Beatriz Barros 6. Lucidio Abel Rabelo dos Santos 7. Rosa Dora Simonit 8. Fabián Nicolás Bidegorry 9. Sonia Hebe Galassi 10. Emanuel Medina 11. Alicia Elena Servín 12. Ricardo Morelo 13. Lucía Lucila Mosevich 14. Luis Weisgerber 15. Laura Marta Castillo 16. Eduardo Alberto Robin            |
|                                       | Partido Nacionalista Constitucional                 | Partido Nacionalista Constitucional                 | 15.008                                | 2,98                                  | 0/16                                  | Ver candidatos: 1. Manuel Edgardo Bordón 2. José Rolando Arredondo 3. Sandra Silva 4. Leonardo Martín M. Zossi 5. Marta Susana Díaz 6. Pablo Jacinto Palavecino 7. Juan Carlos Valenzuela 8. Noemí Peña 9. Juan Ramón Flores 10. Walter César González 11. Delia Mabel Miño 12. Daniel Royo 13. Humberto Abel Mercado 14. María Bárbara Cimbaro CAnella 15. Andrés Avelino Romero                                                                  |
|                                       | Chaco de Pie                                        | Chaco de Pie                                        | 13.471                                | 2,67                                  | 0/16                                  | Ver candidatos: 1. Carlos Omar Martínez 2. Nancy Graciela Sotelo 3. Patricia Noelia Lezcano 4. María Sofía Benítez 5. Natalia Antonia Romero 6. Eva Iglesia 7. Cristian Ángel Lezcano 8. Fabián Aquino 9. Vanesa Elisabeth Galarza 10. Cristina Segretín 11. Adrián Jorge Rolando Gómez 12. Norma Delia Cabrera 13. Marcelina González 14. Yolanda Carmen Fidani 15. Sixto Iglesia 16. Claudia Marcela Ruiz Díaz                                   |
|                                       | Frente Grande                                       | Frente Grande                                       | 13.137                                | 2,61                                  | 0/16                                  | Ver candidatos: 1. Osvaldo Raúl Lovey 2. Héctor Daniel Trabalón 3. Griselda Elisa Galeano 4. Norma Edith Suárez 5. Cristian Mauro Flores 6. Lucía del Carmen Soria 7. Víctor Daniel Aranda 8. Teresa Mónica Cubells 9. Mara Magali Ortiz Melgrati 10. Mirtha Raquel Britos 11. Guillermo Roberto Infanger 12. Elizabeth Noemí Bottone 13. Carlos Davel Quirós 14. Claudia Alejandra Cerrutti 15. Manuel Cantero 16. Juan Manuel Alejandro Zacarías |
|                                       | Partido Popular de la Reconstrucción                | Partido Popular de la Reconstrucción                | 11.911                                | 2,36                                  | 0/16                                  | Ver candidatos: 1. Orlando Oscar Arévalo 2. Viviana Elodia Ruber 3. Emiliano Fredi Espíndola 4. Mirtha Graciela Álvarez 5. Jaime Ivanovich 6. Verónica Adriana Cantalupi 7. Emilio Eugenio Passimo 8. Delia Rosana Gutiérrez 9. Santa Mónica Romero 10. Nélida Esther Romero 11. Rodolfo Moreyra 12. Miriam Mabel González 13. Jorge Alberto Molinero 14. Lucía Piris 15. Mónica Yolanda Alegre 16. Ema Mariana Vicentín                           |
|                                       | Recrear para el Crecimiento                         | Recrear para el Crecimiento                         | 8.189                                 | 1,62                                  | 0/16                                  | Ver candidatos: 1. Pedro Augusto Miró 2. José Luis Molina 3. Nora Emilce García 4. Leopoldo Raúl Medina 5. Pedro Punos 6. Mary Luz Ovando 7. Gustavo Alejandro Katavich 8. Verónica Cynthia Caraballo 9. Estanislao Iván Alerich 10. Juan Carlos Galich 11. Sandro Marcelo García 12. María Viviana Ramírez |
|                                       | Frente de la Esperanza                              | Frente de la Esperanza                              | 7.211                                 | 1,43                                  | 0/16                                  | Ver candidatos: 1. Carlos Albino Lima 2. Juan Francisc Paganini 3. Nely Mabel Campos 4. Marcelo Miguel Ángel Pérez 5. Ana Elizabet Agusti 6. Marta Beatriz Argañaraz 7. Fernando Ramón Adrián Cabral 8. Jorge Antonio Nicoloff 9. Mariela Liliana Mijaluk 10. Juan Carlos Jakes 11. Margarito Soraire 12. Carmen Patricia Albina Filip 13. José Faustino Sánchez 14. Hugo Roberto Díaz 15. Evangelina Raquel Onodwaluk 16. Juan Marcos Szyszcyc    |
|                                       | Lealtad Popular                                     | Lealtad Popular                                     | 2.905                                 | 0,58                                  | 0/16                                  | Ver candidatos: 1. Héctor Hugo Cramazzi 2. Ema Stella Maris Romaña 3. Pedro Perkovich 4. Daniel Agustín de Arriba 5. Ramón Ernesto Vargas 6. Esther Ramona Mareco 7. Leandro Videla 8. Juan Carlos Starchevich 9. Zulma Beatriz Brites 10. Raúl Modesto Agüero 11. Marcelo Alejandro Torres |
|                                       | Partido Obrero                                      | Partido Obrero                                      | 2.000                                 | 0,40                                  | 0/16                                  | Ver candidatos: 1. Aurelio Díaz 2. José Porretti 3. Elena Ojeda 4. Mario Mañanes 5. Oscar Kinweiler 6. Ramona Alegre 7. Daniel García 8. Cristian Gómez 9. Daniel Rodríguez 10. Cecilio Godoy 11. Ángela Martínez 12. Ariel Carruego 13. Zalazar Peli 14. Mirtha Cabrera 15. Marta Arévalo |
|                                       | Frente Soberanía Popular (PCA - PDC)                | Frente Soberanía Popular (PCA - PDC)                | 1.946                                 | 0,39                                  | 0/16                                  | Ver candidatos: 1. Rubén Eduardo Billa 2. Miguel Ángel Ríos 3. Lucrecia Estela Zorrilla 4. Alberto Williams Sánchez 5. Julio César García 6. E. Binaghi |
|                                       | Movimiento Independiente de Jubilados y Desocupados | Movimiento Independiente de Jubilados y Desocupados | 800                                   | 0,16                                  | 0/16                                  | Ver candidatos: 1. Carlos Omar Martínez 2. Rosa Modesta Modesto 3. Viterman Albornoz 4. Clara Leyes 5. José Mario Segovia 6. Olga Raquel Orquera 7. Diego Gustavo López 8. Gustavo Ariel Núñez 9. María Azucena Pérez 10. Lilian Bernabela Neyret 11. Segundo Mario Loto 12. Roberto Celestino Ávila 13. Máximo Raúl Navarro 14. Margarita Antonia Suárez 15. Miguel Ángel Insaurralde                                                             |
| Votos positivos                       | Votos positivos                                     | Votos positivos                                     | 504.076                               | 95,58                                 |                                       | |
| Votos en blanco                       | Votos en blanco                                     | Votos en blanco                                     | 20.319                                | 3,85                                  |                                       | |
| Votos nulos                           | Votos nulos                                         | Votos nulos                                         | 2.978                                 | 0,56                                  |                                       | |
| Participación                         | Participación                                       | Participación                                       | 527.373                               | 74,93                                 |                                       | |
| Electores registrados                 | Electores registrados                               | Electores registrados                               | 703.789                               | 100                                   |                                       | |
| Fuentes:                              |                                                     |                                                     |                                       |                                       |                                       | |